# Европейский маршрут E92
Европейский маршрут Е92 — европейский автомобильный маршрут категории А в Греции, соединяющий города Игуменица и Волос. Длина маршрута — 350 км.
Маршрут проходит через города Янина, Трикала и Лариса.
Е92 связан с маршрутами
- E55
- E90
- E853
- E951